# Baltasar Gracián
Baltasar Gracián y Morales, SJ (sinh ngày 8 tháng 1 năm 1601 – mất ngày 6 tháng 12 năm 1658) là nhà văn xuôi dòng Baroque và là nhà triết học người Tây Ban Nha. Ông sinh ra ở Belmonte, gần Calatayud (Aragon).
Gracián là một nhà văn tiêu biểu nhất trong phong cách văn học Baroque ở Tây Ban Nha, được biết đến như là Conceptismo (Conceptism). Làng Aragonese, nơi ông sinh ra (Belmonte de Calatayud), được đổi tên thành Belmonte de Gracian để vinh danh ông.